# Рётлизбергер, Эева
Эе́ва Рётли́збергер (нем. Eeva Röthlisberger) — швейцарская тренер по кёрлингу, спортивный судья и спортивный функционер.
Как тренер мужской сборной Финляндии участвовала в чемпионате мира 2000 и двух чемпионатах Европы.
С 2010 начала работать во Всемирной федерации кёрлинга руководителем подразделения по развитию (англ. Curling Development Officer), затем в 2018 стала руководителем подразделения по проведению соревнований (англ. Head of Competitions).

## Результаты как тренера национальных сборных
| Год  | Турнир                                       | Сборная             | Место |
| ---- | -------------------------------------------- | ------------------- | ----- |
| 1998 | Чемпионат Европы по кёрлингу 1998            | Финляндия (мужчины) | 4     |
| 1999 | Чемпионат Европы по кёрлингу 1999            | Финляндия (мужчины) | 3     |
| 2000 | Чемпионат мира по кёрлингу среди мужчин 2000 | Финляндия (мужчины) | 3     |

## Частная жизнь
Эева родилась и выросла в Швейцарии, её мать по происхождению из Финляндии.
Вне спортивной деятельности Эева также владеет в Швейцарии небольшой фирмой по обслуживанию компьютерной техники для брокерского бизнеса. Проживает в городке Бургдорф в кантоне Берн.